# Propylea quatuordecimpunctata
|  | No s'ha de confondre amb Calvia quatuordecimguttata. |

La marieta de catorze punts (Propylea quatuordecimpunctata) és una espècie de coleòpter de la família Coccinellidae, present als camps de cítrics.

## Descripció
Xicotet escarabat de 3,5-4,5 mm de longitud, amb una gran variació en el seu patró de coloració, fins al punt que inicialment algunes formes van ser considerades espècies diferents. El color de fons varia des del crema o groguenc al taronja clar, però no rogenc. Destaquen els seus 14 punts negres, quasi rectangulars, sobre els èlitres, però és normal que alguna puga aparèixer fusionat formant grans taques, especialment en la zona d'unió dels dos èlitres, poden fins i tot fusionar-se completament fins al punt que el color de fons siga negrós i només destaquen 12 punts grocs que correspondria al color de fons. Presenta un pronot blanquinós o groc pàl·lid, amb entre 4 i 8 punts negres. Antenes i potes marró groguenques. La larva és negra amb els laterals blancs, i destaca una projecció apuntada en l'últim segment abdominal. Les femelles presenten un punt negre en la meitat del pronot, el qual manca en els mascles. Aquestes poden arribar a pondre fins a 400 ous, a causa de l'alta mortalitat de les larves. Els adults poden viure fins a dos anys.

## Hàbitat i ecologia
Es troba per tot Europa, viu des de zones subalpines a cotes baixes, i quasi en qualsevol hàbitat, amb preferència per les praderies i els límits dels boscos. S'alimenta de les fulles d'arbres caducs i nombroses herbàcies. La larva s'alimenta d'àfids durant els 8-6 dies abans de la seua pupació.
Apareix a Europa i Àsia de manera natural. A Amèrica és una espècie invasora. La primera població introduïda a Amèrica del Nord va ser en un camp de creïlles en la dècada de 1960, amb origen en els vaixells provinents d'Europa que atracaven en el riu Sant Llorenç (en anglès: Sant Lawrence). La primera cita data de 1968 a Quebec.
Forma part del complex d'enemics naturals que s'alimenta de les poblacions de pugons als camps de cítrics. En aconseguir poblacions elevades a la primavera, pot exercir cert efecte de xoc sobre les poblacions.

## Galeria

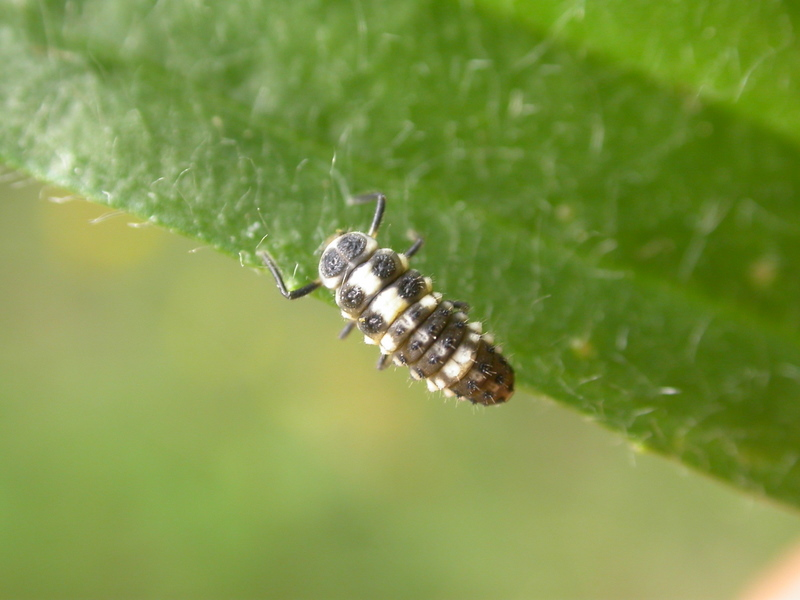
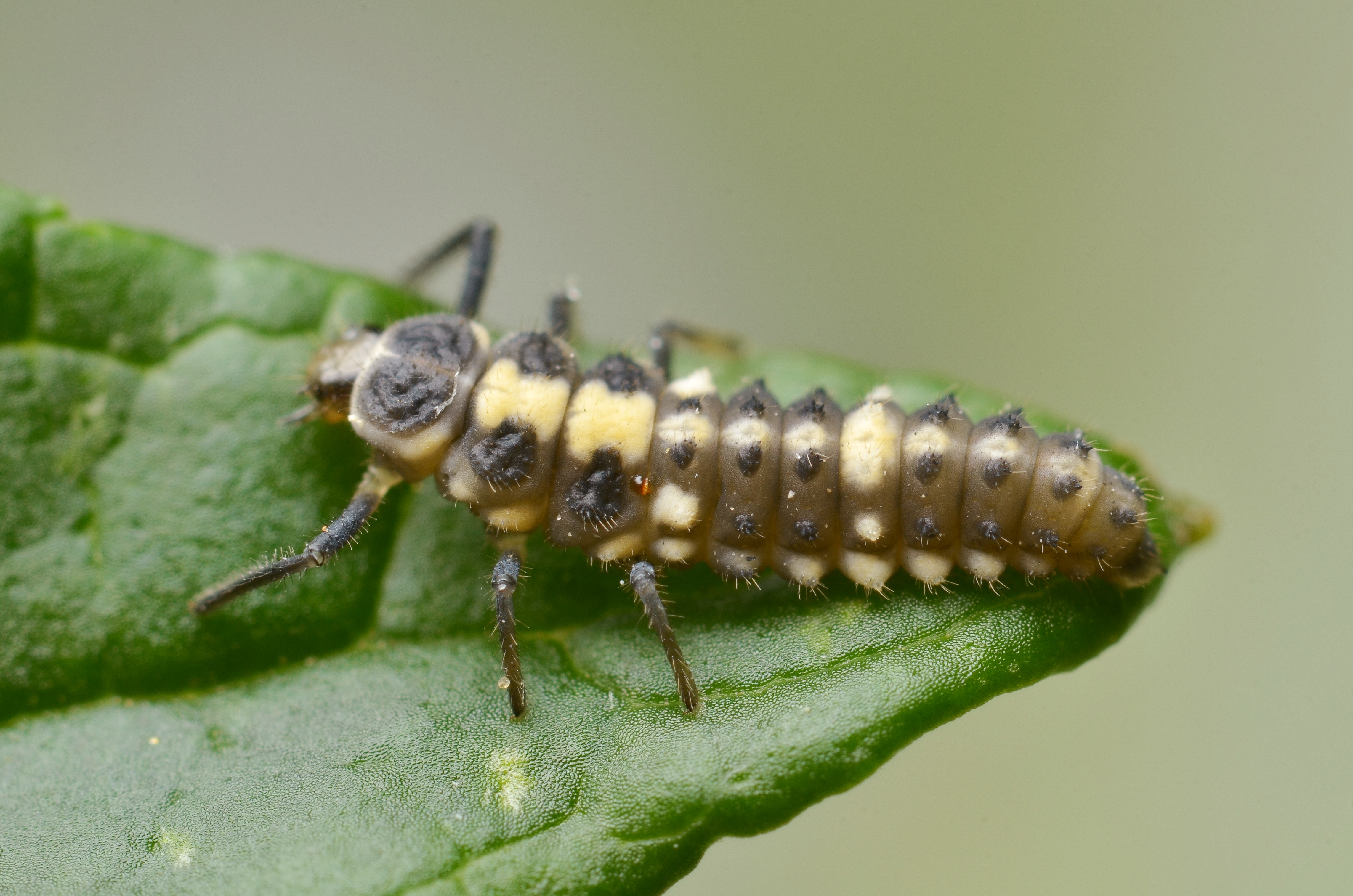
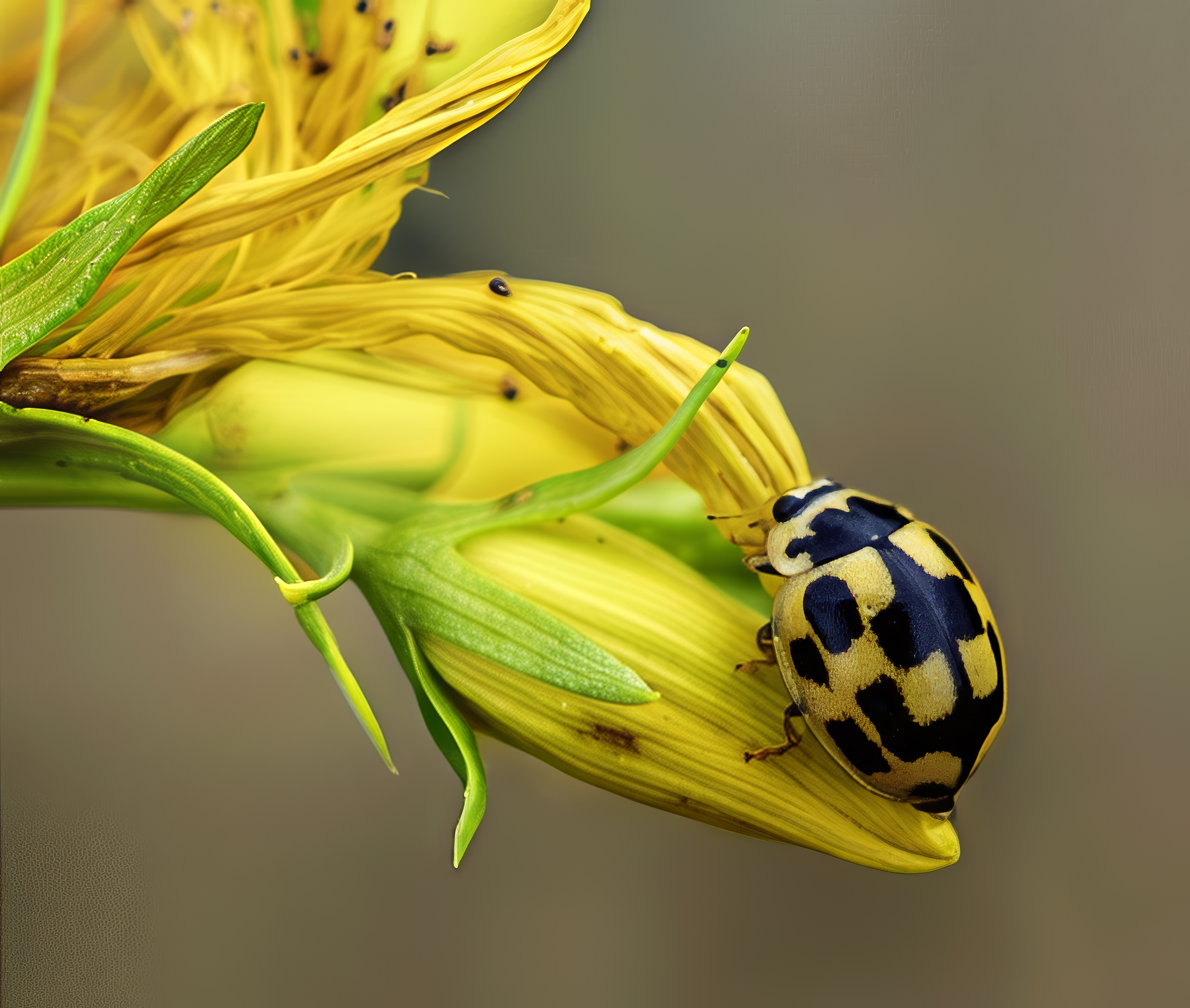
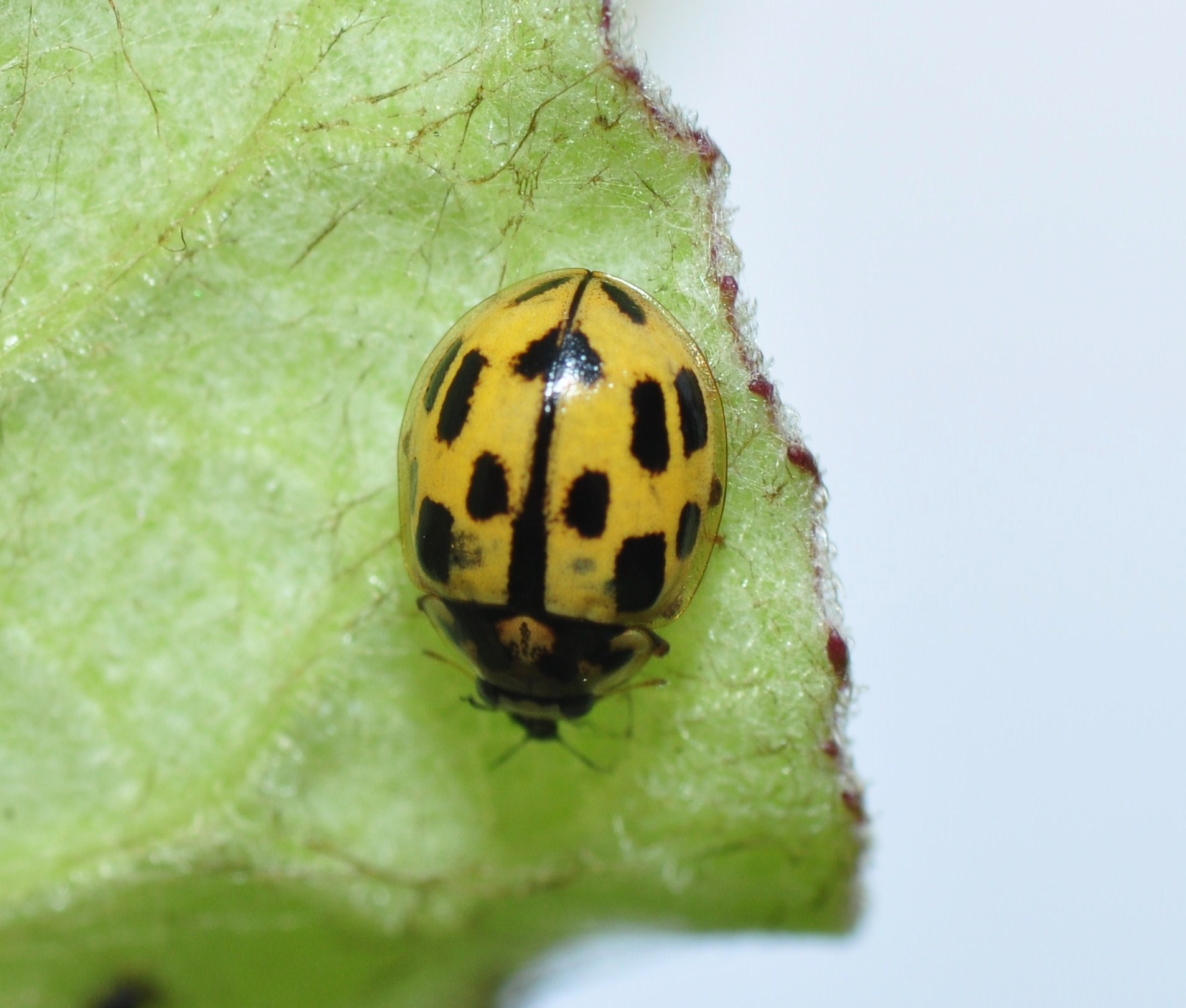
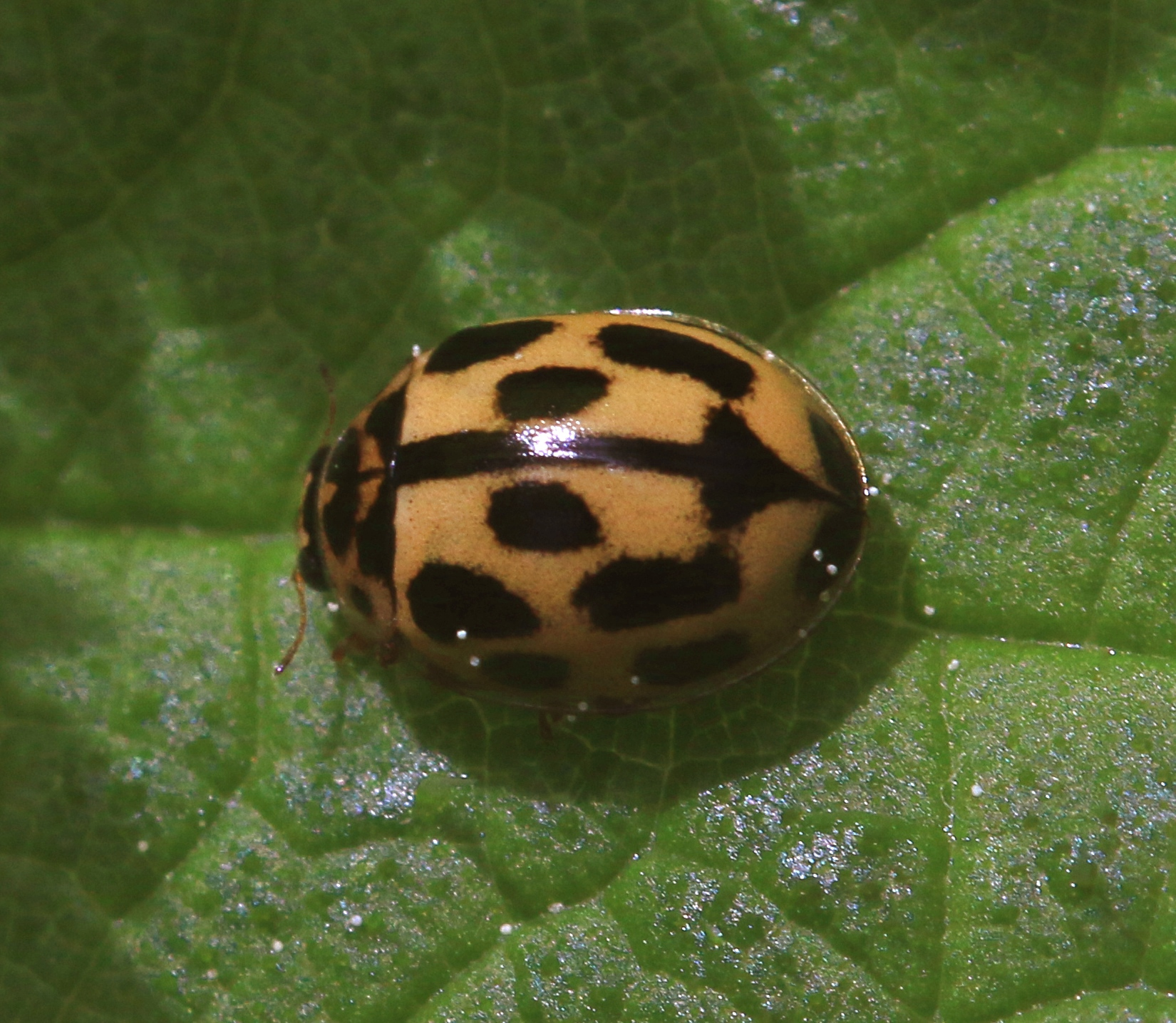
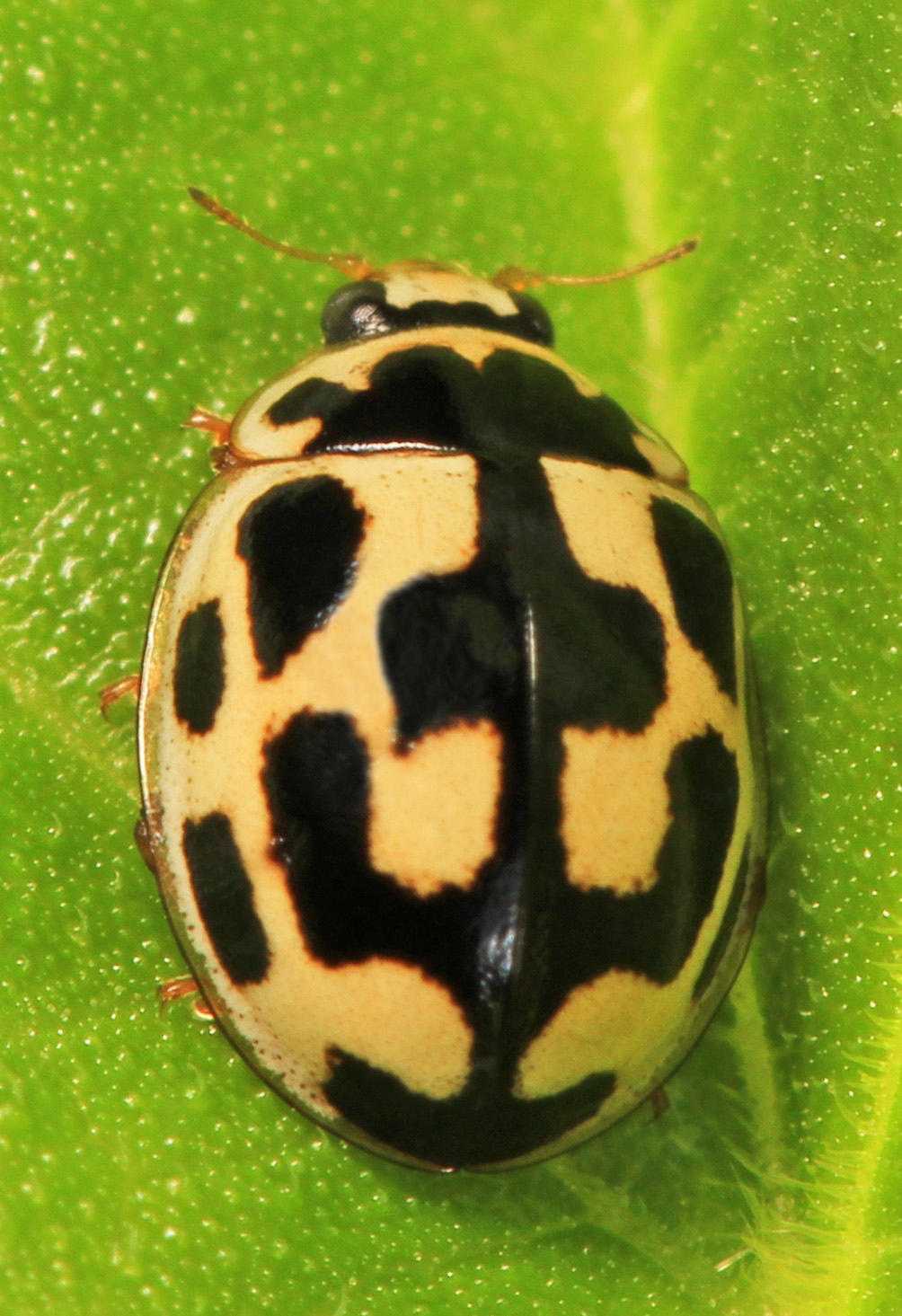
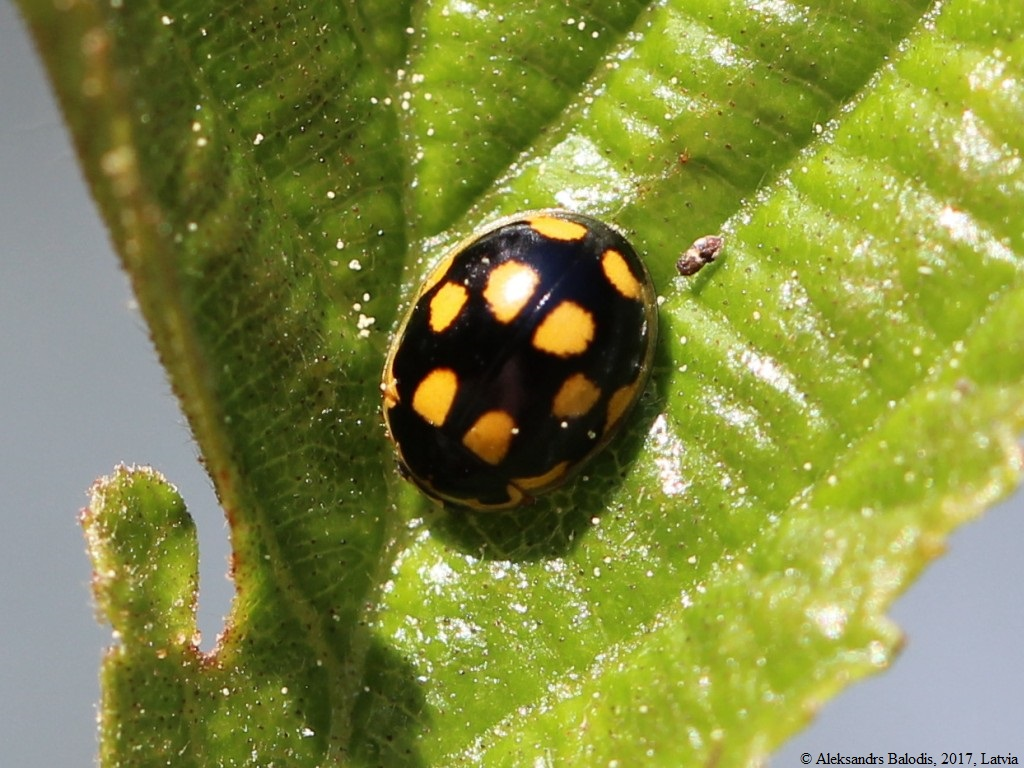
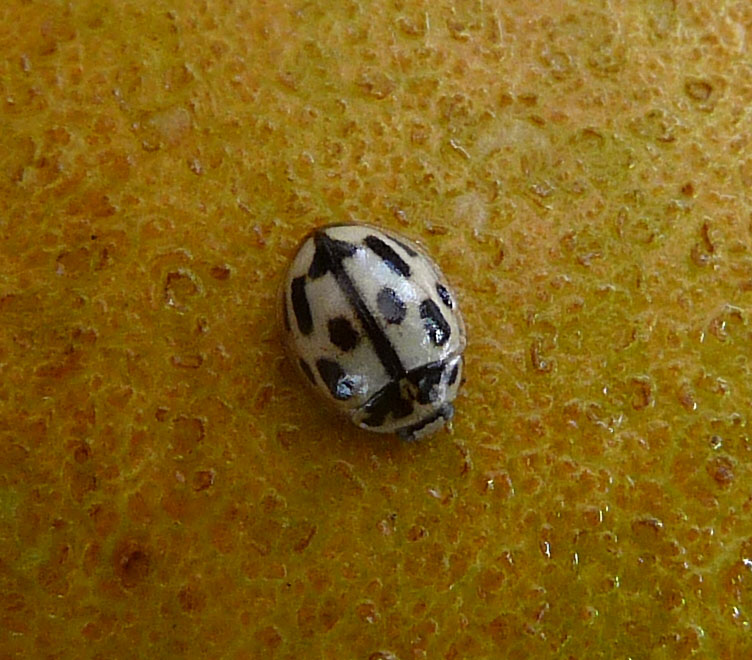
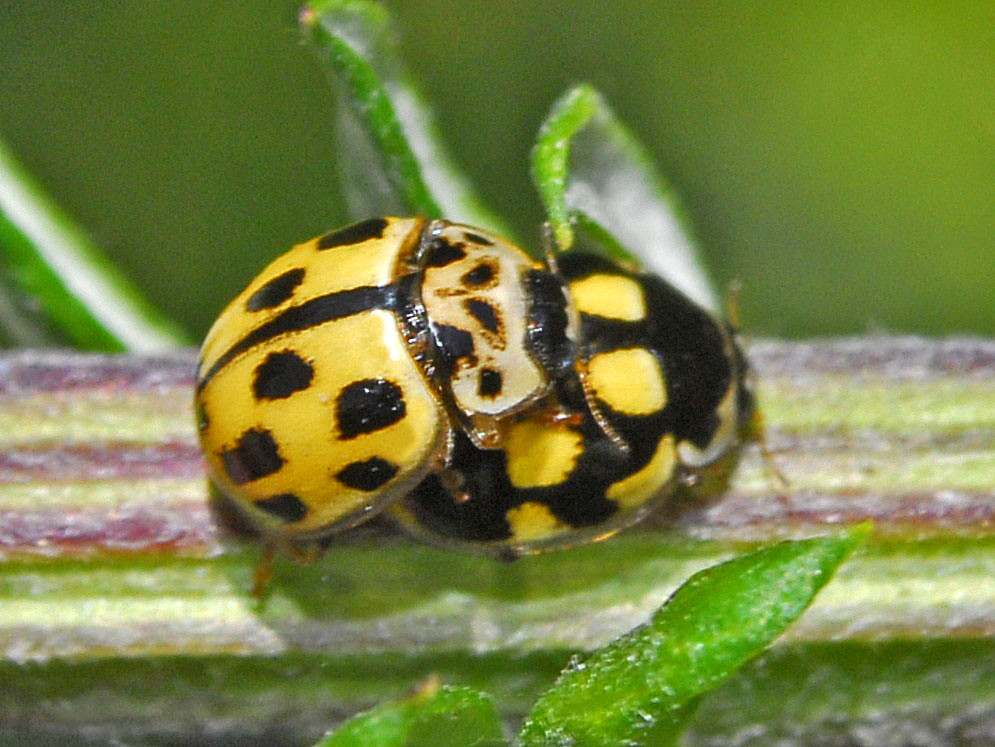
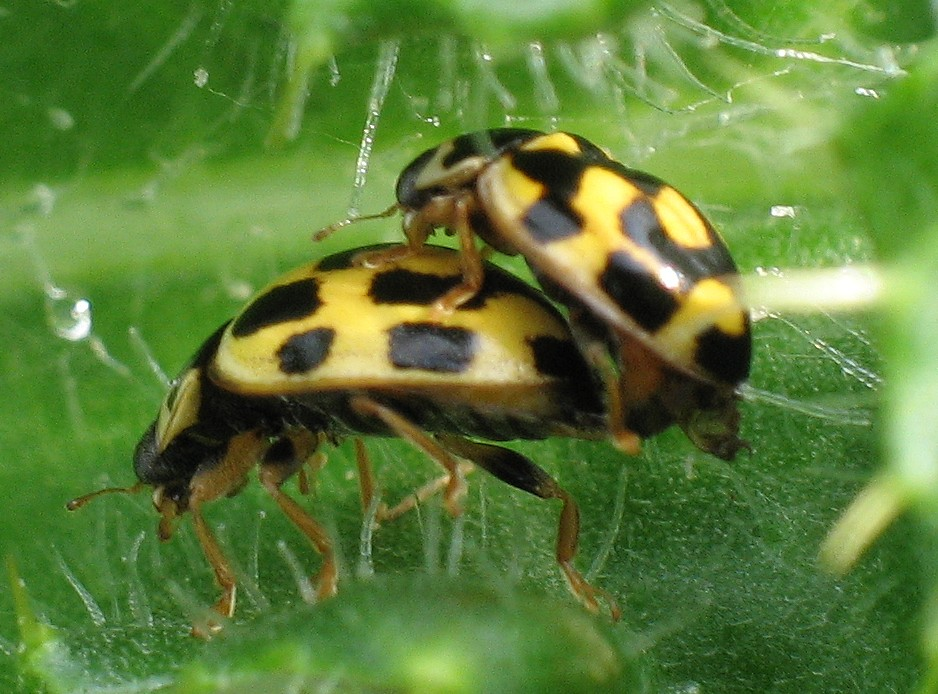